# Аматерско позориште „Бранислав Нушић”
Аматерско позориште „Бранислав Нушић“ је институција културе основана 14. јуна 1949. године у Шиду као Среско самостално аматерско позориште „Бранислав Нушић”.

## Историјат
Оснивачи овог позоришта су били Славко Поповић, Јован Чикарић, Ђоко Карафиловић, Душан  Стеванчевић и Сретен Станковић. У првој деценији постојања Аматерско позориште „Бранислав Нушић“ носилац је титуле најбољег позоришта у Срему. Позориште је имало и свој одлучујући утицај на формирање аматерских позоришних друштава у Адашевцима, Ердевику, Моровићу, Вишњићеву, Илинцима, Кукујевцима, Љуби као и секције у шидским школама.
Позориште није било активно до 1972. године, док је стваралачки преображај доживело 2001. године. Током 1970-их година, велику улогу у Позоришту су имале сатиричне представе и такмичења посвећена ситуацији у земљи током 1960-их година, након чега Позориште поново ради са доста прекида, све до 2001. године.